# Aristarco Fasulo
Aristarco Fasulo (Carpi, 25 ottobre 1885 – 4 febbraio 1935) è stato un pastore protestante e saggista italiano.

## Biografia
Pastore battista, fu direttore del mensile “Il Testimonio” organo dei cristiani battisti italiani, collaboratore della rivista di studi storico-religiosi “Bilychnis” edita dalla Scuola teologica battista e del settimanale “Conscientia”, anch'esso sostenuto dall'Opera battista. Fra i suoi articoli si ricordano: La marcia su Roma. Considerazioni sulla celebrazione di fine ottobre (1923) e Ancora la «Questione romana» (1924). La sua opera principale fu Il primato Papale nella storia e nel pensiero italiano (1924) ma fu autore anche di altri scritti fra cui Dio esiste? (1918) e L'esistenza e l'immortalità dell'anima (1917). 
Suo fratello, il pastore valdese Giuseppe Fasulo (1874-1931) fu autore di molti articoli sul periodico valdese “La Luce” fra cui uno dei più discussi fu A proposito di società segrete pubblicato nel 1923.

## Opere principali
- L'esistenza e l'immortalità dell'anima, Firenze, Fattori e Puggelli, 1917.
- Dio esiste?, Firenze, Fattori e Puggelli, 1918.
- Fra Paolo Sarpi consultore della repubblica veneta (1552-1623), Roma, Bilychnis, 1923.
- Giovanni Wicleff, il nonno della Riforma, nel 6. centenario della nascita (1324-1924), Roma, Bilychnis, 1924.
- Il primato papale nella storia e nel pensiero italiano, Roma, Bilychnis, 1924.
- Alle fonti della fede cristiana: dottrina e polemica, Roma, Bilychnis, 1925.